# John Kiffmeyer
John Kiffmeyer (El Sobrante, 11 de julho de 1969) também conhecido por Al Sobrante, é um baterista norte-americano. Foi o baterista original da banda de punk Green Day. Ganhou o seu apelido após uma leve perda de memória, assim esquecendo seu nome, após isso, ele leu a placa da cidade de El Sobrante, mas leu como Al Sobrante, e achou que era seu próprio nome. Teve aulas de bateria com Tré Cool (atual baterista do Green Day) antes e durante de sua estadia na banda. Saiu da banda para concluir a faculdade. John ficou na banda até 1991, tendo gravado com o Green Day até o mesmo ano, ou seja, tudo que o Green Day lançou até o ano de 1991 teve a bateria de John, o álbum Kerplunk! de 1992, a bateria é de Tré Cool, o qual entra no lugar de John, fechando assim a formação da banda.

## Biografia
Kiffmeyer nasceu na Califórnia em 11 de Julho de 1969. Seu primeiro contato com a cena punk foi quando ele era baterista da banda Isocracy. O grupo era popular na área de East Bay, e uma das mais importantes no famoso clube 924 Gilman Street
Kiffmeyer é mais conhecido pela sua passagem pelo Green Day; Depois que o Isocracy se separou, ele se juntou a Billie Joe Armstrong e Mike Dirnt em 1987 para substituir o baterista original da banda Raj Punjabi e formar o grupo "Sweet Children", que mais tarde virou Green Day. Por conta de sua experiência e conhecimento da cena Underground, Kiffmeyer conseguiu colocar a banda de pé fazendo ligações para amigos, um deles sendo Larry Livermore (uma figura famosa na região de East Bay). As primeiras performances da banda foram em Contra Costa College, onde Kiffmeyer estudava jornalismo. Com a força das primeiras apresentações, Livermore prometeu lançar um álbum do Green Day na sua gravadora Lookout! Records. O primeiro album completo da banda, 39/Smooth, tem uma musica original de Kiffmeyer, "I Was There", que retratava o momento que a banda estava passando. Sendo um fã de Ozzy Osbourne, foi ele quem inspirou os mini-covers que a banda fazia de algumas músicas famosas, como "I dont know" de Ozzy Osbourne e Sweet Home Alabama de Lynyrd Skynyrd durante a Ponte (música) de "Disappearing Boy", prática que continua até hoje.
Em 1990, ele estudou na Universidade Estadual de Humboldt em Arcata, Califórnia. Enquanto Kiffmeyer frequentava a universidade, os membros do Green Day chamaram o baterista Tré Cool para a banda, uma decisão que Kiffmeyer "Graciosamente aceitou". Em 1991, ele trabalhou como Produtor executivo no Album "Kerplunk" do Green Day. Mais tarde ele entrou na banda " The Ne'er Do Wells", saindo abruptamente em 1994. Após um mal estar com a banda de punk "The Ritalins", ele foi empresário da banda "The Shruggs" até a dissolução da mesma. Em 1998 ele foi Produtor executivo de The Great Lost Trouble Makers Album dos The Troublemakers, uma banda de garagem de Sacramento (Califórnia).
Ele reside agora em São Francisco (Califórnia) e é casado com a diretora de filmes experimentais e professora da Universidade Estadual de São Francisco, Greta Snider. Ele trabalha como Diretor de fotografia, se especializando em Chroma key e produzindo trabalhos para comerciais.

Em 16 de Abril de 2015 ele subiu ao palco ao lado de Billie Joe Armstrong e Mike Dirnt durante um show na The House of Blues em Cleveland, Ohio, onde o trio tocou como "Sweet Childrens", tocando músicas que não eram tocadas desde 1990, como "Sweet Children", "Green Day", "I Was There", "Dont Leave me" e "Dry Ice".